# 沙粧妙子-最後の事件-
『沙粧妙子 - 最後の事件 -』（さしょうたえこ さいごのじけん、英題：SASHOW THE LAST CASE）は、1995年7月12日より9月20日まで毎週水曜日21時 - 21時54分に、フジテレビ系の「水曜劇場」枠で放送されていた日本のテレビドラマ。主演は浅野温子。
なお、1997年3月25日には、続編のスペシャルドラマとして『沙粧妙子 - 帰還の挨拶 -』（さしょうたえこ きかんのあいさつ、英題： SASHOW THE RETURN SALUTE）が放送された。

## 概要
猟奇殺人犯を追う警視庁捜査第1課の警部補(浅野温子)を描いた連続ドラマ。ジェットコースターのように息も吐かせぬストーリー展開とオカルト風の雰囲気を持ち、更に人間が本来持っている“悪意”が持つ意味に真正面から取り組んだ作品。また、重厚なサスペンスストーリーを引き立てるため、各話冒頭に導入されていた前回のあらすじのナレーションやタイトルコールに中田譲治を起用した。
また、配役にはメインから端役に至るまで、後に知名度を高めたアイドルや俳優（香取慎吾、反町隆史、広末涼子、柏原崇、西村雅彦、神田うの、スペシャル編では高橋克典や草彅剛、中谷美紀）が多く出演していたため、結果的には主役級の顔触れが揃う“豪華出演者”で固められたドラマとなった。
『沙粧妙子 - 最後の事件 -』では、タイトルにあるように「沙粧妙子の最後の事件となった」というナレーションでラストが締め括られたが、後にスペシャルとして放映された『沙粧妙子 - 帰還の挨拶 -』のラストのナレーションで刑事として復帰したとされている。
当初、7月5日スタート予定だったが、6月に緊急報道特番（全日空857便ハイジャック事件）の影響で前番組『王様のレストラン』最終回が7月5日にずれ込んだため、放送開始が1週遅れた。そのため全12回の予定が11回に短縮された。
1996年2月7日連続ドラマ『沙粧妙子 - 最後の事件 -』全4巻、1997年6月18日に『沙粧妙子 - 帰還の挨拶 -』がVHSで発売。またドラマ版のLD BOXが発売された。2010年6月25日に連続ドラマ全11話を収録した4枚のDVDと、スペシャルドラマ「沙粧妙子 - 帰還の挨拶 -」を収録したDVDの5枚組の完全版DVD-BOXとして発売された。

## あらすじ
- 最後の事件 - （連続ドラマ）
「人間というものがいる限りこの世界から悪意が消滅することはあり得ない。そして悪意は目に見えないものとは限らない。」
ある晩、岩手県警察本部から警視庁への研修に入る直前の刑事―松岡優紀夫（柳葉敏郎）は突然の出動を命じられ、急行した爪剥ぎ連続殺人犯逮捕の現場で、警視庁捜査1課の女警部補―沙粧妙子（浅野温子）とコンビを組むよう言い渡される。沙粧のドライで無遠慮な言動に付いていけないものを感じながらも、連続猟奇殺人事件の現場に次々と残されていく真紅の薔薇の花びらへの沙粧の異様な反応から、松岡は共に事件を追い始める。やがて松岡は沙粧の一番の相談相手―池波宗一（佐野史郎）から、沙粧と池波がかつて在籍した、警視庁科学捜査研究所の極秘チーム―プロファイリングチームとそのチームリーダーで沙粧の元恋人―梶浦圭吾（升毅）の存在を知らされる。増加しつつあった異常犯罪に備え、犯罪者の思考を調査・分析した犯罪心理から犯人像に迫ろうとしたプロファイリングチームで、数々の犯罪者と接見する内に快楽殺人に目覚めてしまった梶浦が引き起こした3年前の事件により、チームは解散に追い込まれていた。その梶浦の影を一連の事件の黒幕に感じながらも、その消息は3年前から不明のまま。懸命の捜査の甲斐なく、新たな連続毒殺事件が勃発。実行犯を沙粧と松岡が追う一方で、沙粧と常に反目していた上司―高坂睦男（蟹江敬三）も警視庁公安部公安総務課管理官―卯木俊光（山本學）から梶浦の存在の揉み消しを密かに言い渡されたことで、梶浦について調べ始める―。
- 帰還の挨拶 - （スペシャル）
ある晩、警視庁捜査1課への赴任を翌日に控えていた東大卒の新米刑事―竹本哲夫 - （高橋克典）は捜査1課の警部―高坂睦男（蟹江敬三）からの突然の呼び出しにより、あるホテルのプールへと急行する。かつて、竹本とよく似た状況から研修に入った刑事―松岡優紀夫（柳葉敏郎）の存在を口にする一行の前で、水底に沈められていたビニールシートが開かれると、無数の赤いバラの花びらと共に若い男の死体が浮き上がった。口にも赤バラの花びらが押し込まれたその光景は、2年前に起こった爪剥ぎ連続殺人犯―谷口光二（香取慎吾）の死に様そのものであった。
一方、捜査1課を辞めて安曇野で暮らしていた沙粧妙子（浅野温子）だったが、過去の事件とのあまりのリンクに警戒した高坂により、竹本が張り付くようになる。高坂は自身でも沙粧の周辺を探リ出すが、それを嘲笑うように新たな模倣殺人が連続してしまう。現主治医―吉村良明（伊武雅刀）の制止をかわしながら竹本と事件を追う沙粧は、元恋人―梶浦圭吾（升毅）とかつての同僚―池波宗一（佐野史郎）の幻の先に、稚拙な犯人像を見い出す―。

## 登場人物
ブレイク前の反町隆史（北村麻美に殺されるナンパ男）・神田うの（谷口光二のバーでの殺人の第一発見者）・セイン・カミュ（バーの外国人客の一人）・六角精児（日置武夫の犯行現場のホテルでの結婚式の新郎）なども出演している。

### 警察内部
沙粧 妙子〈33〉
演 - 浅野温子
警視庁警部補。刑事部捜査第1課所属。京都大学医学部精神医学科卒業。獅子座。妹の美代子と2人暮らし。
かつては警視庁科学捜査研究所の極秘チーム―犯罪心理プロファイリングチームのメンバーであり、当時は梶浦と恋人同士でもあった。なお、3年前の事件の影響で、池波の調合した精神安定剤が欠かせない。
- 帰還の挨拶 - （スペシャル）
現在は安曇野で療養生活を送る。現実感喪失症候群により、かつての恋人や同僚の姿を度々白昼夢のように見る。
松岡 優起夫
演 - 柳葉敏郎
岩手県巡査部長。岩手県警察本部から警視庁へ研修でやって来た刑事。
着任早々、誰もが嫌がる沙粧とコンビを組まされ、爪剥ぎ連続殺人犯を追うことになる。都内に住む恋人・宮原 理江（その他の項目参照）との結婚のため、研修終了後も警視庁採用を希望している。また父も警察官だったことから、同じ職業を志した一本気な性格で、やや単純なお人好し。
池波 宗一
演 - 佐野史郎
警視庁技術吏員。科学捜査研究所所属。元プロファイリングチームのメンバー。
松岡を沙粧のパートナーとして絶賛し、沙粧と松岡に科学的見地からの事件へのアドバイスだけでなく、橋渡し的な役目も行う。3年前の事件の当事者の1人として、沙粧の数少ない相談相手であり、沙粧の精神安定剤も処方している。
- 帰還の挨拶 - （スペシャル）
梶浦と共に、沙粧の幻の中に度々現れる（特別出演）。
高坂 睦男
演 - 蟹江敬三
警視庁警部。刑事部捜査第1課係長。沙粧や松岡らの上司。
昔ながらの地道な捜査手法が信条で、プロファイリングには懐疑的。その上沙粧が、自らを小バカにして命令に従わないことから、常に衝突している。短気で、何かと怒鳴り散らしてはよく部下を殴るが、実は部下思い。
- 帰還の挨拶 - （スペシャル）
警視庁警部。
矢田 晋平
演 - 金田明夫
警視庁刑事部捜査第1課所属。高坂の片腕。
暑がりで、常に扇子・ハンカチを手放さない。情に厚く、高坂と周囲のパイプ役。
田辺 剛
演 - 川本淳一
警視庁刑事部捜査第1課所属。
若手でややおちゃらけた性格から、気弱・場違いな発言を零しては高坂によく殴られる。北村 麻美の自殺により、責任の一端であったことから謹慎処分を受けるが、高坂の命で泣く泣くそれを利用して梶浦の極秘調査をするようになる。最終話で池波の潜在催眠の影響によりピストル自殺した。
卯木 俊光
演 - 山本學
警視庁公安部公安総務課管理官。プロファイリングチームの責任者。
高坂を呼び出し、秘密裏の内に梶浦の存在を揉み消すよう言い渡す。
- 帰還の挨拶 - （スペシャル）
現在は介護施設で、自失状態（友情出演）。
梶浦 圭吾
演 - 升毅
IQ187の天才で、元プロファイリングチームのリーダー。沙粧の恋人。
殺人犯との数々の接見により殺人の快楽に目覚め、とうとう3年前に天才的な快楽殺人者になってしまう。高城 京子を、メッセージカードを添えた沙粧への贈り物として絞殺した。すぐに逮捕されたが精神異常の診断により不起訴となり、沙粧との接見直後に収監先から逃亡して以降、消息不明。
- 帰還の挨拶 - （スペシャル）
沙粧の元恋人。沙粧の幻の中に、度々現れる。
高城 京子
演 - 冴木かおり
元プロファイリングチームのメンバー。梶浦による最初の犠牲者。
妙子の親友だったことで、梶浦によって絞殺されてしまう。口には真紅の薔薇の花びらを詰め込まれ、白い布でグルグル巻きにされた姿で、プロファイリングチームのあった建物内から発見される。
白石 稔
演 - 近藤芳正
メガネを掛けた、元プロファイリングチームのメンバー。
チーム解散後、毒殺される。死体は首吊り自殺した梶浦だと思い込んだ梶浦の母・梶浦 信子により、川越の山中に埋められていた。プロファイリングチームに在籍中、死体を噛む殺人者との接見中に誤って噛み付かれたことから、右手に縫合跡があった。

### その他
宮原 理江
演 - 飯島直子
松岡の恋人。都内の予備校の事務員。
実家住まいだが松岡とは結婚前提の付き合いであるため、アパートでよく食事の支度をしては、松岡の帰りを迎える。松岡の愚痴を聞いては、明るく励ます。
沙粧 美代子
演 - 黒谷友香
東京美術大学に在校する美大生。沙粧の妹。
沙粧に近付こうとした谷口に渋谷でナンパされて以降、沙粧の弱味として、何かと狙われるようになってしまう。
- 帰還の挨拶 - （スペシャル）
現在では結婚し、妊娠中。変わらず殺人事件が付き纏う姉を心配するが、沙粧の弱味として再び警察の保護下に置かれることになる。
谷口 光二〈20〉
演 - 香取慎吾
第1の爪剥ぎ連続殺人犯。
当初は、殺害後に右手の小指の爪を剥ぐ猟奇殺人犯の最後の犠牲者にして、唯一の生還者を装っていたが実行犯であった。梶浦らしき真犯人によって、外見から人格まで変身する術や殺人術のマニュアルを与えられ、沙粧へのアピールとして犯行を繰り返すと同時に、梶浦を名乗って自ら美代子にも接近する。最期は赤バラの花束を抱え、ホテルのプールへ投身自殺してしまう。
北村 麻美〈27〉
演 - 国生さゆり
第2の連続毒殺犯。マーケティングリサーチ会社の営業部員。
筋弛緩剤とアコニチンのカプセルを、体目当てに近付く若い男性に与えて毒殺する。梶浦らしき真犯人を愛するあまり、性的なコンプレックスにつけこまれているとも気付かず、言われるがままに快楽殺人を犯すが、やがて嫉妬から沙粧を攻撃。そのズサンな手口により、真犯人に切り捨てられたショックから暴走した後、最期は田辺刑事の拳銃を奪って自殺。
日置 武夫〈18〉
演 - 柏原崇
第3の連続殺人犯。自動車修理工場に住み込みで働いていた少年。
軍事用マニュアルに載っていた凶器を自作し、法の目を逃れて社会で暮らしている悪人を処刑してゆく。終始無表情で、人を小バカにした発言ばかりだったが、2人目の殺害時に出逢った家出少女―早瀬 直美に恋したことで洗脳が緩み、供述を始める。
向山 辰也
演 - 塩見三省
日置をマインドコントロールしていた精神科医。
真犯人から入手したマニュアルで日置を殺人者に仕立て上げ、指示したターゲットを襲わせる一方、警察に匿名で通報。残るターゲットに知らせて強請りをしようとしたが、真犯人に騙されて焼死させられてしまう。
加山 宏美
演 - 根岸季衣
当初、第1の爪剥ぎ連続殺人の犯人とされた、飲食店経営者の男の妻。
家宅捜索の折に沙粧に詰め寄られた後、口に赤バラの花びらを入れられてホテルで死んでいたのを、謎の電話に呼び出された沙粧達に発見される。かつてのパート中のプレス機での怪我で、右手小指の爪が潰れている。
秋元 早苗〈35〉
演 - 松田美由紀
谷口 光二の15歳年上の姉。5年前に結婚し、家を出ている。
梶浦 信子
演 - 佐々木すみ江
梶浦の母。
現在は老人ホームで暮らし、梶浦の調査でやって来た矢田刑事達にも、認知症により曖昧な発言しかしない。が、突然名指しで呼び付けた沙粧に、梶浦の死を語った。
星野 辰雄
演 - 入江雅人
北村 麻美とかつて同棲していた、元恋人。
村川 健司
演 - 今井雅之
インテリアデザイナー。向山の恋人。
真犯人に繋がる証拠を隠した貸し金庫の鍵を向山から託され、沙粧へ渡した。
常本 拓也
演 - 西村雅彦
日置の3人目のターゲット。
早瀬 直美〈15〉
演 - 広末涼子
売春組織の首謀者宅に監禁されていた、家出少女。
日置に助けられた際に恋心を抱く。
両角 定男
演 - 山崎一
宮原 八重子
演 - 木村翠
理江の母。
宮原 安一
演 - 織本順吉
寡黙な理江の父。刑事と結婚したことで苦労した女性を知っているため、松岡と理江の結婚を案じている。

### - 帰還の挨拶 - （スペシャル）
柴田理恵（長野県警の電話取次ぎの婦警）・吹越満も出演している。
竹本 哲夫
演 - 高橋克典
東京大学法学部卒業のエリート新米刑事。
高坂の命で、沙粧の警護・監視をすることになる。ボクシングが得意。連続する模倣事件により、恋人―千野 菜緒子共々、事件に深く関わっていくことになる。
吉村 良明
演 - 伊武雅刀
現在の沙粧の担当医。吉村メンタルクリニックの精神科医。
患者と恋愛関係になる治療法を、数々の女性患者に用いているとの噂の精神科医。吉村が知るどんな治療法も通用しない、心理学のエキスパートである沙粧の病を治すことに執着する。
中原 彩香
演 - 杉本彩
吉村の患者の1人。沙粧と同じ陶芸教室に通い、いつも棒キャンディーを口にしている。
麻生 萌子
演 - 中谷美紀
吉村の患者の1人。
成瀬 篤
演 - 森本レオ
沙粧が寄宿する部屋の管理人。アンティークショップのオーナー。
実は高坂の命令で、嫌々ながらも沙粧を監視する前科者。
百合岡 貞嗣
演 - 草彅剛
スタンガンで弱らせ、じわじわ殺す連続婦女暴行犯。
千野 菜緒子
演 - 秋本祐希
竹本の恋人。ごく普通のOLで、竹本が刑事であるということに対して深く考えていない。連続する模倣事件で、かつての松岡の事件になぞらえられる危険性から、捜査1課による徹底した監視下に置かれることになる。

## スタッフ
- 脚本 - 飯田譲治
- 音楽 - 岩代太郎
- 演出 - 河毛俊作・田島大輔・落合正幸
- 主題歌 - ロッド・スチュワート「LADY LUCK」
- 挿入歌 - マドンナ「ラ・イスラ・ボニータ」、ポーティスヘッド「SOUR TIMES」
- プロデューサー - 和田行・森谷雄（スペシャルは、山口雅俊・長尾恵美子）
- 制作 - フジテレビ

## 受賞歴
- 第1シリーズ（1995年）
  - 第6回ザテレビジョンドラマアカデミー賞[1]
    - 監督賞（河毛俊作､田島大輔､落合正幸）
    - 撮影賞
    - キャスティング賞

## 放送日程
連続ドラマ
| 話数                                                       | 放送日        | サブタイトル     | 演出     | 視聴率 |
| ---------------------------------------------------------- | ------------- | ---------------- | -------- | ------ |
| 第1話                                                      | 1995年7月12日 | 笑わない女       | 河毛俊作 | 17.8%  |
| 第2話                                                      | 1995年7月19日 | 愛のマニュアル   | 河毛俊作 | 16.3%  |
| 第3話                                                      | 1995年7月26日 | 青春の殺人者の涙 | 田島大輔 | 16.3%  |
| 第4話                                                      | 1995年8月02日 | 金網ごしの再会   | 落合正幸 | 15.2%  |
| 第5話                                                      | 1995年8月09日 | 毒な女           | 河毛俊作 | 13.8%  |
| 第6話                                                      | 1995年8月16日 | キレた女の暴走   | 田島大輔 | 13.9%  |
| 第7話                                                      | 1995年8月23日 | 少年コントロール | 河毛俊作 | 13.2%  |
| 第8話                                                      | 1995年8月30日 | 愛に泣かない女   | 田島大輔 | 12.9%  |
| 第9話                                                      | 1995年9月06日 | 愛する人を失う時 | 田島大輔 | 15.0%  |
| 第10話                                                     | 1995年9月13日 | 絶対、殺してやる | 河毛俊作 | 14.5%  |
| 最終話                                                     | 1995年9月20日 | 最後に笑う女     | 河毛俊作 | 16.2%  |
| 平均視聴率 15.0%（視聴率は関東地区・ビデオリサーチ社調べ） |               |                  |          |        |

スペシャル
| !放送日       | サブタイトル | 演出     | 視聴率 |
| ------------- | ------------ | -------- | ------ |
| 1997年3月25日 | 帰還の挨拶   | 河毛俊作 | 15.0%  |

## その他
科学捜査研究所の設定は実際とは非常に異なる。実際の研究員の身分は捜査官でなく、分析を主な業務とする。但し、警察官が配属される場合もある。研究所は警視庁の場合は桜田門庁舎の別館に存在する。
サウンドトラックに収録されていない楽曲のうち、第7話「少年コントロール」で流れる日置武夫のテーマはNU 全ラ '95の「Where Are You Going」（THE BEST OF JAPANESE HIP HOP vol .2に収録）、最終話「最後に笑う女」で流れる池波宗一のテーマはPortisheadの「Sour Times」（Dummyに収録）である。
土方隆行、吉川忠英、数原晋、渡辺直樹、こうしたミュージシャンが劇伴の演奏に関わっており、曲の世界観を一層高めている。